# Kirrwiller
Kirrwiller (deutsch Kirweiler) ist eine französische Gemeinde mit 537 Einwohnern (Stand 1. Januar 2021) im Département Bas-Rhin in der Europäischen Gebietskörperschaft Elsass und in der Region Grand Est.

## Geschichte

### Mittelalter
Das Dorf Kirweiler lag im Amt Buchsweiler, das am Anfang des 14. Jahrhunderts als Amt der Herrschaft Lichtenberg entstand. Um 1330 kam es zu einer ersten, 1335 zu einer zweiten Landesteilung zwischen den drei Linien des Hauses Lichtenberg. Kirweiler fiel je zur Hälfte an Johann II. von Lichtenberg, aus der älteren Linie des Hauses, und Ludwig III. von Lichtenberg, der die jüngere Linie des Hauses begründete.
Anna von Lichtenberg (* 1442; † 1474), Tochter von Ludwig V. von Lichtenberg (* 1417; † 1474), und eine von zwei Erbtöchtern mit Ansprüchen auf die Herrschaft, heiratete 1458 den Grafen Philipp I. den Älteren von Hanau-Babenhausen (* 1417; † 1480). Der hatte eine kleine Sekundogenitur aus dem Bestand der Grafschaft Hanau erhalten, um sie heiraten zu können. Durch die Heirat entstand die Grafschaft Hanau-Lichtenberg. Nach dem Tod des letzten Lichtenbergers Jakob von Lichtenberg, eines Onkels von Anna, erhielt Philipp I. d. Ä. 1480 die Hälfte der Herrschaft Lichtenberg. Die andere Hälfte gelangte an seinen Schwager, Simon IV. Wecker von Zweibrücken-Bitsch. Das Amt Buchsweiler – und damit auch Kirweiler – gehörten zu dem Teil von Hanau-Lichtenberg, den die Nachkommen von Anna erbten.

### Neuzeit
Graf Philipp IV. von Hanau-Lichtenberg (1514–1590) führte nach seinem Regierungsantritt 1538 die Reformation in seiner Grafschaft konsequent durch, die nun lutherisch wurde.
Mit der Reunionspolitik Frankreichs unter König Ludwig XIV. kam das Amt Buchsweiler unter französische Oberhoheit. Nach dem Tod des letzten Hanauer Grafen, Johann Reinhard III. 1736, fiel das Hanau-Lichtenberg – und damit auch das Amt Buchsweiler – an den Sohn seiner einzigen Tochter, Charlotte, Landgraf Ludwig (IX.) von Hessen-Darmstadt. Mit dem durch die Französische Revolution begonnenen Umbruch wurde Kirweiler französisch.
Am 1. März 1974 fusionierte sie mit der Nachbargemeinde Bosselshausen zur Gemeinde Kirrwiller-Bosselshausen. Seit dem 1. Januar 2007 sind die beiden Ortschaften wieder eigenständige Gemeinden – die amtlichen Schritte für die Aufteilung dauerten vom 29. Dezember 2006 (Entscheidung des Präfekten der Region Elsass) bis zum 23. Januar 2007 (Veröffentlichung der Entscheidung im Gesetzblatt).
Partnerschaften bestehen seit 1975 zu Kirviller im Département Moselle sowie zu den namensähnlichen Gemeinden Kirrweiler/Südliche Weinstr. und Kirrweiler (bei Lauterecken) in Rheinland-Pfalz.

### Bevölkerungsentwicklung
| Jahr                                     | 1798 | 1962 | 1968 | 1975 | 1982 | 1990 | 1999 | 1999 | 2007 | 2012 | 2014 |
| Einwohner                                | 456  | 569  | 616  | 606  | 631  | 647  | 6841 | 5052 | 514  | 522  | 543  |
| 1 mit Bosselshausen 2 ohne Bosselshausen |      |      |      |      |      |      |      |      |      |      |      |

## Sehenswürdigkeiten
- Die Lutherische Kirche wurde zwischen 1780 und 1790 errichtet und ersetzte den Vorgängerbau von 1613. Damals war die Kirche ein Simultaneum. Seit die römisch-katholische Gemeinde 1912 in eine eigene Kirche umzog, ist sie wieder rein evangelisch.[6]
- Überregional bekannt ist Kirrwiller durch das dort ansässige Royal Palace, das drittgrößte Varietétheater Frankreichs.

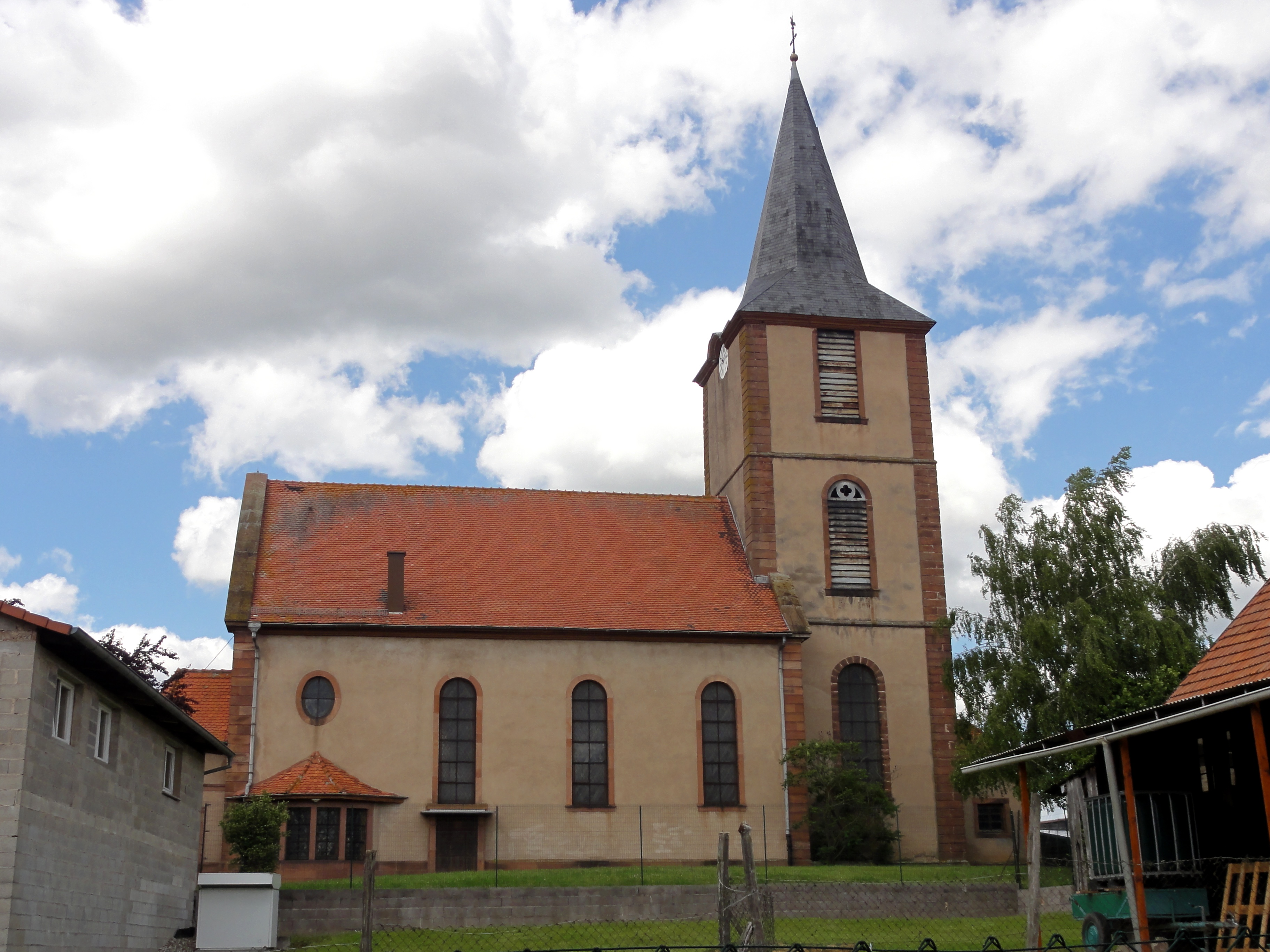
Lutherische Kirche, Monument historique
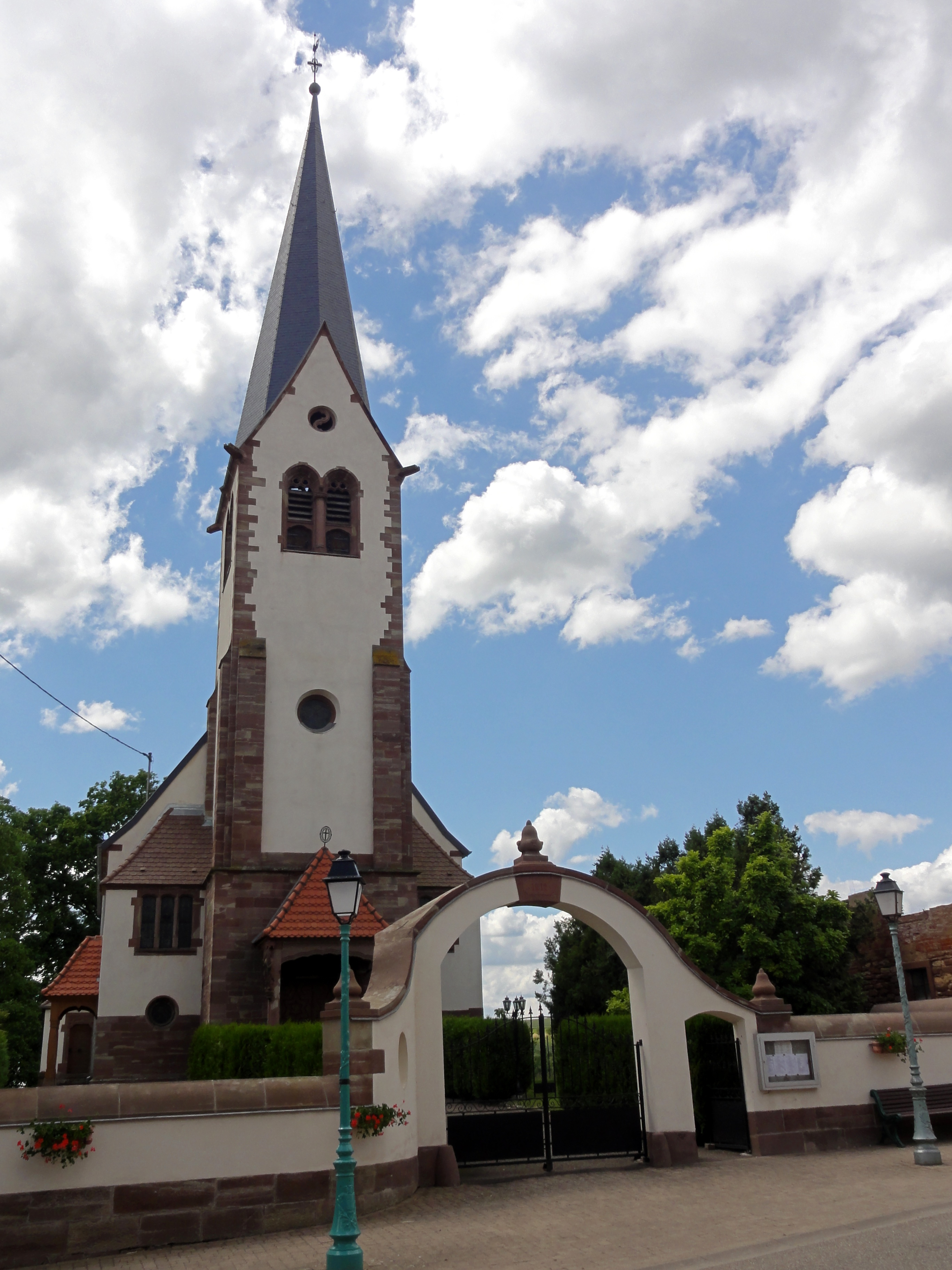
Kirche Saint-Martin, Monument historique
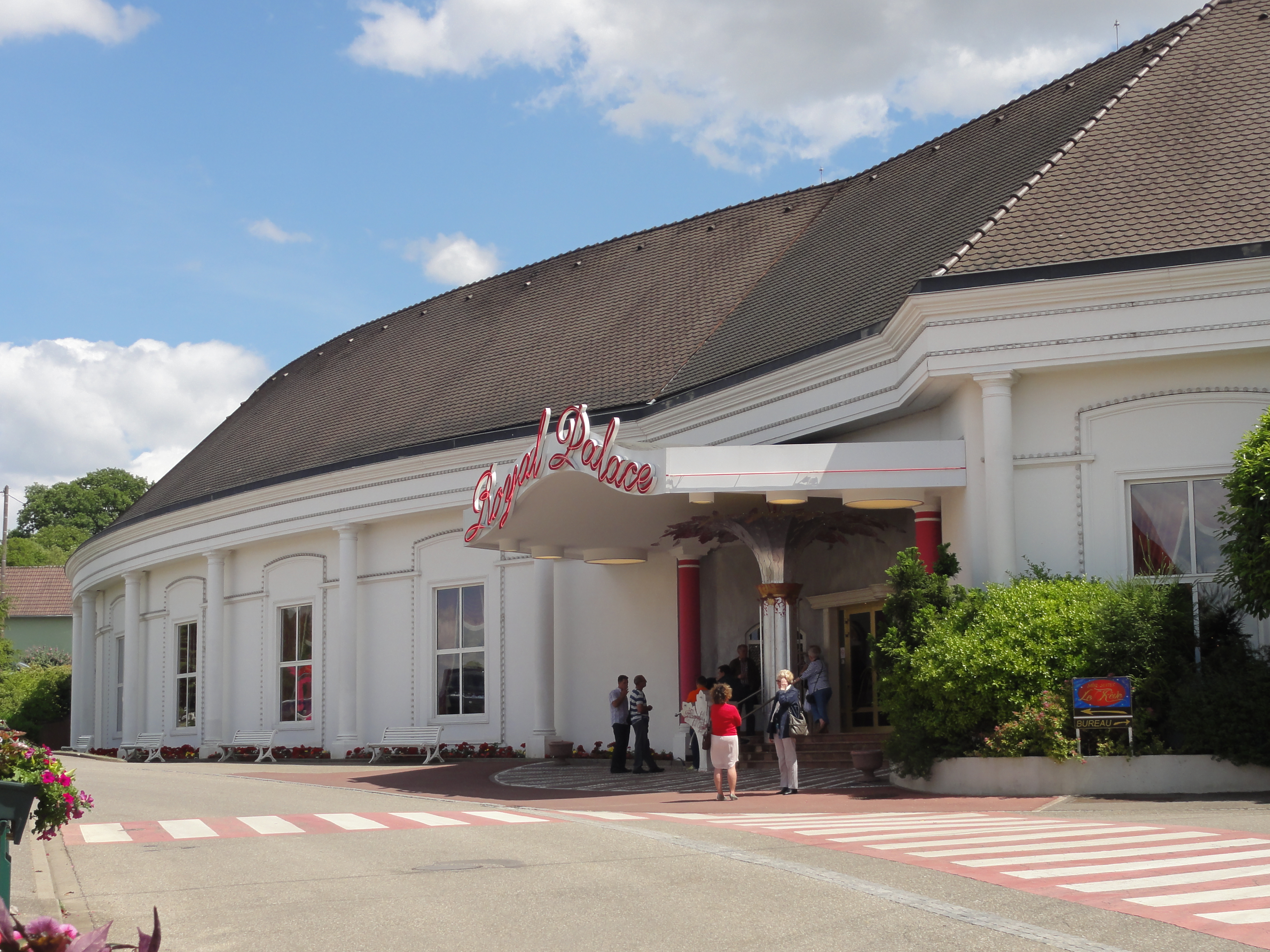
Varietétheater Royal Palace